# ブバンザ県
ブバンザ県（ブバンザけん、ルンディ語: ntara ya Bubanza、フランス語: Province de Bubanza）は、かつてブルンジ北西部に存在した県。県都はブバンザ。

## 隣接する県
北にチビトケ県、北東にカヤンザ県、南東にムランヴィヤ県、南にブジュンブラ近郊県、ルジジ川を挟み西にコンゴ民主共和国南キヴ州と接していた。

## 歴史
ベルギー領ルアンダ＝ウルンディ時代の1949年8月14日に、ブバンザ地域として設置され、1962年3月1日にブバンザ県となった。1982年9月24日、チビトケ郡がチビトケ県として分離した。
2025年7月4日、周辺の県と合併しブジュンブラ県の一部となった。

## 下位行政区画
ブバンザ県には、ギハンガ、ブバンザ、ムシガティ、ムパンダ、ルガジの5つのコミネ（Komine, 郡）が置かれていた。

## 交通
西部に国道5号線が走る。